# Свинуха (приток Татьянки)
Свину́ха — река в России, протекает в Самарской области. Впадает слева в протоку Волги Татьянка. По устаревшим данным водного реестра, устье реки находится в 4,9 км по правому берегу Татьянки. Длина Свинухи составляет 18 км.

## Данные водного реестра
По данным государственного водного реестра России, Свинуха относится к Нижневолжскому бассейновому округу. Водохозяйственный участок реки — Самара от водомерного поста у села Елшанка до города Самара (выше города), без реки Большой Кинель. Речного подбассейна Свинуха не имеет, её речной бассейн — Волга от верховий Куйбышевского водохранилища до впадения в Каспий.
Код водного объекта в государственном водном реестре — 11010001112112100008689.